# Wilhelm Eduard Weber
Wilhelm Eduard Weber (Wittenberg, 24 oktober 1804 – Göttingen, 23 juni 1891) was een Duitse natuurkundige en filosoof. Hij is vooral bekend voor zijn werk op het gebied van magnetisme.

## Biografie
Weber werd geboren in Wittenberg als middelste van de drie zonen van Michael Weber, professor theologie, en was de broer van de fysiologen Ernst Heinrich Weber (1795-1878) en Eduard Friedrich Weber (1806-1871). Na zijn universitaire opleiding aan de Universiteit van Halle, waarbij hij onder professor Johann Schweigger promoveerde, werd hij in 1828 buitengewoon hoogleraar aan dezelfde universiteit.
In 1831 kreeg hij, op 27-jarige leeftijd, op instigatie van Carl Friedrich Gauss een aanstelling als hoogleraar natuurkunde aan de Georg August-Universiteit van Göttingen. Op 12 december 1837 werd Weber, samen met nog zes Göttinger hoogleraren, afgezet als hij openlijk protesteert tegen de afschaffing van de vrijzinnige grondwet door Ernst August I van Hannover. Hierna onderneemt hij diverse reizen door Europa en verdient hij de kost als privaatdocent in Göttingen. In 1843 werd hij hoogleraar te Leipzig, maar na de Duitse Maartrevolutie keerde hij in 1849 weer terug op zijn oude post in Göttingen.

## Werk
Reeds als student deed Weber onderzoek naar geluidsgolven en samen met zijn broer Ernst Heinrich gaf hij het boek Wellenlehre, auf Experimente gegründet (1825) uit. Vanaf de jaren 1830 werkte hij intensief samen met Gauss en deed belangrijk onderzoek op gebied van magnetisme, inductie, elektrische eenheden en andere verschijnselen. In 1833 construeerde hij samen met Gauss de eerste praktische telegrafieverbinding; een 3 km lange lijn verbond het observatorium met het natuurkundig instituut in Göttingen.
Daarnaast bouwde hij de eerste magnetometers om het aardmagnetisch veld te meten en in kaart te brengen. Het resultaat publiceerde hij in Atlas des Erdmagnetismus.
Vooral aan zijn reeks publicaties Elektrodynamische Massbestimmungen tussen 1846 en 1878 heeft hij de naamgeving van de eenheid van magnetische flux, de weber, te danken. In 1859 kreeg hij de Copley Medal, in 1879 de Matteucci Medal.
- Bibsys: 90243246
- Bibliothèque nationale de France: cb123383637 (data)
- Biografisch Portaal: 50973158
- Catàleg d'autoritats de noms i títols de Catalunya: 981058515361006706
- CiNii: DA06449124
- Gemeinsame Normdatei: 11862976X
- International Standard Name Identifier: 0000 0001 0908 9628
- Library of Congress Control Number: n83826165
- Mathematics Genealogy Project: 57721
- Nationale Bibliotheek van Tsjechië: nlk20000091969
- Nationale bibliotheek van Australië: 36101524
- Nationale Bibliotheek van Israël: 987007277348205171
- Nederlandse Thesaurus van Auteursnamen: 069431272
- Réseau des bibliothèques de Suisse occidentale: 02-A016533319
- LIBRIS: 321553
- SNAC: w6xp91x1
- Système universitaire de documentation: 03233379X
- Trove: 1212493
- Virtual International Authority File: 64078196
- WorldCat: E39PBJpv7tkyjMCvCpQCKJ6Yfq

Wilhelm Eduard Albrecht · Friedrich Christoph Dahlmann · Heinrich Ewald · Georg Gottfried Gervinus · Jacob Grimm · Wilhelm Grimm · Wilhelm Eduard Weber